# Покідько Іван Анатолійович
Іван Анатолійович Покідько (26 жовтня 2002, Кривий Ріг Дніпропетровська область — 9 березня 2022, Харківська область) — український військовик, старший солдат, випускник Української Академії Лідерства 2020—2021, боєць третього окремого полку спеціального призначення імені Святослава Хороброго ЗСУ. Учасник Російсько-Української війни, що загинув в ході Російського вторгнення 24 лютого 2022 року.

## Життєпис
Народився 26 жовтня 2002 року у місті Кривий Ріг. навчався в Криворізькій Гімназії № 122.
в 2020 вступив в Харківський осередок Української Академії Лідерства. Під час навчання у партнерстві із фондом «Повернись Живим» заснував проєкт «Озброєні», де готував лекції з саморозвитку для військовослужбовців. Закінчив Академію та отримав статус випускника навесні 2021 року.
Після закінчення Академії пішов на контрактну службу до третього окремого полку спеціального призначення імені Святослава Хороброго ЗСУ. Загинув 9 березня 2022 року внаслідок авіаудару на Харківщині при виконанні службових обов'язків.

## Вшанування пам'яті
У Кривому Розі і досі триває процес переіменування Гімназії № 122, в якій навчався Іван. Активна громадськість виступає за переіменування школи на честь героя.

## Нагороди
- орден За мужність III ступеня (2022, посмертно) — за особисту мужність і самовіддані дії, виявлені у захисті державного суверенітету та територіальної цілісності України, вірність військовій присязі[3]